# Organisatie van Surinaamse Componisten, Arrangeurs en Tekstdichters
De Organisatie van Surinaamse Componisten, Arrangeurs en Tekstdichters (OSCAT), is een belangenorganisatie in Suriname. Ze werd in 1985 opgericht ter bevordering van het schrijven van Surinaamse muziek.
Een van de activiteiten is de organisatie van het Pikin Poku Festival voor kinderliedjes. Dit werd in 2017 voor de tiende maal gehouden en wordt door het Johan Ferrier Fonds ondersteund.
In 2013 maakte ze deel uit van het collectief van samenwerkende muziekmakers en muziekgebruikers dat de strijd aanbond tegen de Stichting voor Auteursrechten in Suriname (Sasur). Volgens het collectief veroorzaakte Sasur in de muziek- en entertainmentindustrie onrust. OSCAT wordt zelf verweten geen rol te hebben opgepakt in de bewaking van auteursrechten van Surinaamse muziekmakers.